# 마에바루시
마에바루시(前原市)는 일본 후쿠오카현 서부에 있었던 시다. 후쿠오카시와 인접해 후쿠오카 도시권에 속한다. 옛날에는 이토 국에 속했고 후에 후쿠오카번과 가라쓰번(현재의 사가 현에 있다)과 가라쓰 가도의 역참 마을로서 번창했다. 최근에는 후쿠오카 시의 베드타운으로서 인구가 증가중이였다.
2010년 1월 1일에 폐지되어 현재는 이토시마시의 일부이다.

## 지리
북부는 거의 평탄한 평야로 시가지 또는 논이 펼쳐져 있고 남부는 사가현의 현 경계가 되는 세후리 산지를 시작으로 산간부가 있다.
북서부에 접하는 가후리 부근에서는 약간이지만 바다도 접하고 있다. 하천은 2급하천의 즈이바이지 강, 라이잔강 등도 있지만 어느쪽도 비교적 작은 하천이다.

### 인접하고 있는 자치체
- 후쿠오카 현
  - 후쿠오카시 니시구 사와라구
  - 이토시마 군 시마 정, 니조 정
- 사가 현
  - 사가시
  - 가라쓰시

## 역사
- 1889년 4월 1일 - 정촌제 시행에 의해 이토군 마에바루촌이 성립하였다.
- 1896년 4월 1일 - 이토군과 시마군이 합병해 이토시마군이 되었다.
- 1901년 9월 15일 - 마에바루촌이 정으로 승격해 마에바루정이 되었다.
- 1992년 10월 1일 - 시로 승격해 마에바루시가 되었다.
- 2010년 1월 1일 - 이토시마군 시마정, 니조정과의 합병에 의해 이토시마시가 되어 폐지되었다.

## 교통

### 철도
- 규슈 여객철도 지쿠히 선

### 도로
- 니시큐슈 자동차도
- 국도 202호선

## 주요 인물
- 시노다 마리코 (篠田 麻里子)